# Буркатув
Буркатув (пол. Burkatów, нім. Burkersdorf) — село в Польщі, у гміні Свідниця Свідницького повіту Нижньосілезького воєводства.
Населення — 588 осіб (2011).
У 1975-1998 роках село належало до Валбжиського воєводства.

## Демографія
Демографічна структура станом на 31 березня 2011 року:
|          | Загалом | Допрацездатний вік | Працездатний вік | Постпрацездатний вік |
| -------- | ------- | ------------------ | ---------------- | -------------------- |
| Чоловіки | 304     | 59                 | 231              | 14                   |
| Жінки    | 284     | 52                 | 183              | 49                   |
| Разом    | 588     | 111                | 414              | 63                   |